# Yvetot-Bocage
Yvetot-Bocage är en kommun i departementet Manche i regionen Normandie i norra Frankrike. Kommunen ligger i kantonen Valognes som tillhör arrondissementet Cherbourg. År 2022 hade Yvetot-Bocage 1 188 invånare.

## Befolkningsutveckling
Antalet invånare i kommunen Yvetot-Bocage
| Referens: INSEE |